# Имигонго

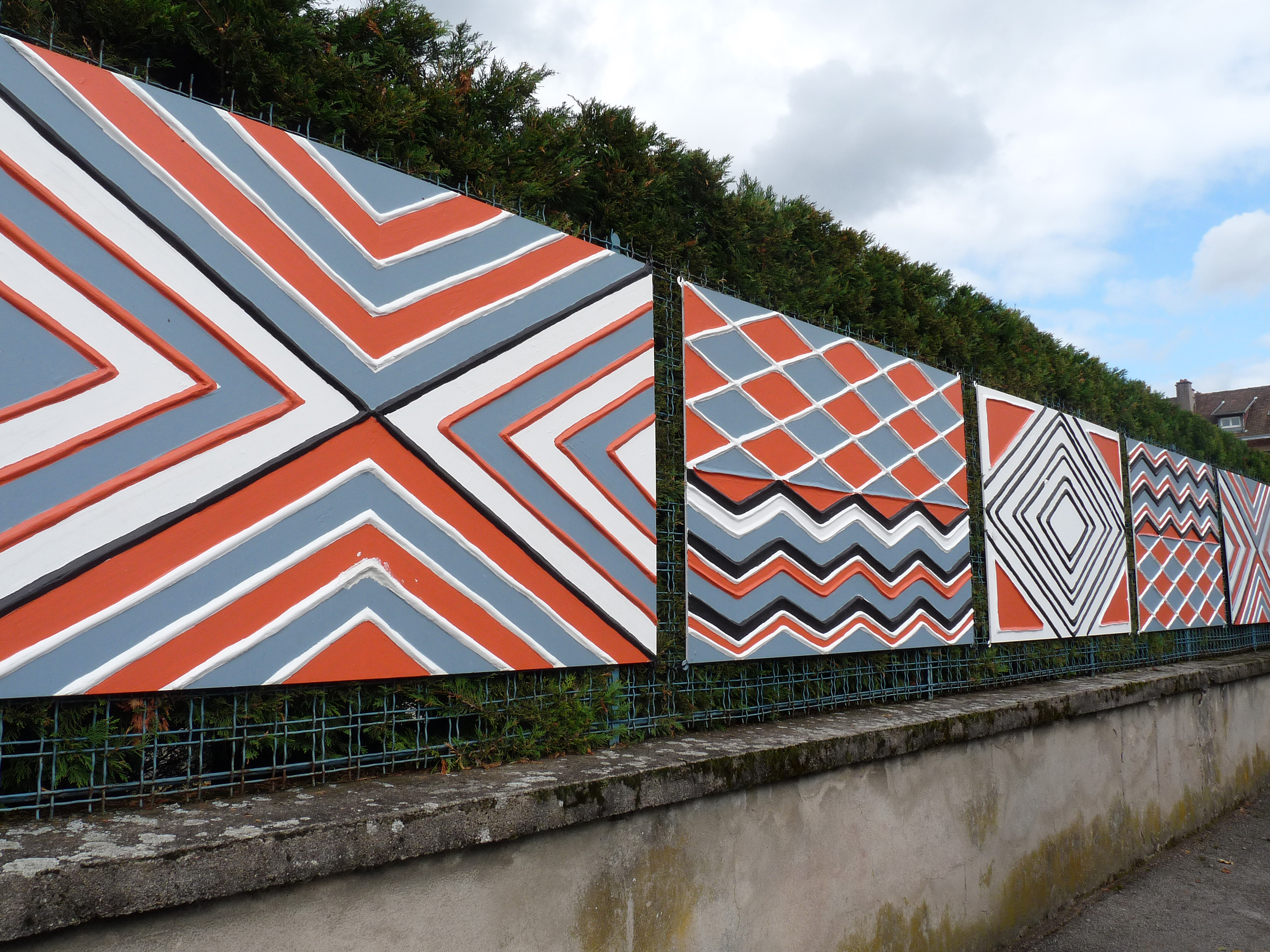
Фрески имигонго на Международном географическом фестивале в Сен-Дье-де-Вож, Франция

Имиго́нго (киньяруанда: [imiɡoːŋɡo]) — популярный вид декоративного искусства в Руанде, образец самобытной руандийской культуры. Имигонго представляет собой многоцветные рельефные картины с геометрическими или спиральными узорами, которые могут быть как небольшими по размеру, так и занимать целую стену. Искусством имигонго традиционно занимаются руандийские женщины. Местные жители используют имигонго для украшения жилища и в различных церемониях.
После геноцида в Руанде искусство имигонго оказалось на грани исчезновения. Его возрождением занимается основанный в 2000 году женский кооператив «Какира» в Кирехе. В Кирехе стены некоторых домов украшены в стиле имигонго. Произведения имигонго являются популярным у туристов сувениром из Руанды. Выставки искусства имигонго состоялись во Франции и США.
Первые картины имигонго появились в XIX веке. По известной в Кирехе версии, имигонго придумал принц Какира, сын Кимени, правителя Гисаки в провинции Кибунго, озаботившийся украшением жилья.
В создании имигонго используются коровий навоз и краски органического происхождения. Произведения имигонго обычно являются результатом коллективного труда с распределением обязанностей. Сначала на деревянную доску коровьим навозом наносится рельефный слой. После его высыхания наносится несколько красочных слоёв. Классическими цветами имигонго являются чёрный, белый и красный. Белую краску готовят из белой глины, красную — из глины в смеси с охрой, а чёрную — из золы банановой кожуры с соком алоэ. Постепенно имигонго начинает осваивать и другие цвета, мастерицы также экспериментируют с более современными, инновационными образами, которые передают дух руандийского пейзажа, его флоры и фауны, его людей.